# 糟糕的工廠
《糟糕的工廠》（英語：The Miserable Mill）是雷蒙尼·史尼奇系列作品《波特萊爾大遇險》的第四部小說，於2000年4月15日由哈潑柯林斯出版社首度出版。

## 情節概要
延續《鬼魅的大窗子》的故事，銀行家波先生將波特萊爾三姐弟（紫兒、克勞斯和桑妮）送到波爾特維鎮（Paltryville）的幸運味鋸木廠（Lucky Smells Lumbermill），這將是三姐弟的新住處。孩子們到達後得知他們必須在鋸木廠努力工作作為交易的條件，鋸木廠老闆「先生」（Sir）告訴三姐弟們，他將會防止歐拉夫伯爵和他的同黨接近孩子們。鋸木廠的工作極其辛苦，午餐只有口香糖可以吃，而新來的佛拉庫托諾工頭對待員工態度又十分惡劣。但先生的合夥人查理會好心地偷偷塞給三姐弟一些食物，還帶他們進入只有三本書的圖書室，三姐弟發現其中一本由喬治娜·歐威爾醫生所著的《高級眼科》封面有著跟歐拉夫伯爵腳踝處眼睛刺青相似的眼睛圖案，而歐威爾醫生在鋸木廠旁的辦公室外觀也是眼睛的造型。
佛拉庫托諾工頭有意絆倒克勞斯導致他的眼鏡被摔破，只好去找歐威爾醫生。結果克勞斯回來後，紫兒與桑妮發現他似乎變了一個神態恍惚的人。次日克勞斯在操作機器發生意外使一名工人的腳受重傷。紫兒與桑妮陪克勞斯去歐威爾醫生的辦公室，卻發現歐拉夫伯爵正偽裝成接待員雪莉，紫兒便意識到歐威爾醫生跟歐拉夫是一夥的，而她正在催眠克勞斯。他們回到鋸木廠後，「先生」表示如果三姐弟工作時再發生意外就會把他們送給雪莉監護；「先生」也並不相信雪莉就是歐拉夫伯爵偽裝的。
當晚紫兒與桑妮在圖書室內研讀《高級眼科》，以試圖找出讓克勞斯脫離被催眠狀態的方法。他們隨之發現佛拉庫托諾工頭將查理綁在鋸木廠內，指揮被催眠的克勞斯操作機器要將查理鋸成兩半，紫兒最終領悟到解除催眠的詞是「離譜」成功讓克勞斯清醒。佛拉庫托諾工頭與雪莉制服住紫兒，而歐威爾醫生則持著一把劍與桑妮對決，但克勞斯成功讓查理脫險。當「先生」聞訊趕來後，吃驚的歐威爾醫生不慎掉進機器軌道因此身亡。
被鎖在圖書室內的雪莉與佛拉庫托諾工頭在「先生」與波先生面前撕下偽裝（佛拉庫托諾工頭的真實身分是歐拉夫的手下——禿頭男人）後便逃之夭夭。由於「先生」不願再繼續收容波特萊爾三姐弟，於是波先生只好將三姐弟送去一座寄宿學校。

## 文化參照
- 喬治娜·歐威爾醫生（Georgina Orwell）的名字源自於《一九八四》和《動物農莊》的作者喬治·歐威爾（George Orwell）[2][3]。

## 改編作品
Netflix電視劇《波特萊爾的冒險》第一季的第七、八集改編自《糟糕的工廠》。在該劇中，歐威爾醫生以免費眼科檢查名義長期催眠幸運味鋸木廠內的所有工人，直到紫兒喚醒他們，工人們一旦發現工作環境惡劣後便群起反抗，歐威爾醫生不慎掉進爐內死亡。

## 外部連結
- 糟糕的工廠 （页面存档备份，存于），雷蒙尼·史尼奇官網（英文）